# Конёво (Алтайский край)
Конёво — село в Панкрушихинском районе Алтайского края России. Входит (с 2011 года) в состав Подойниковского сельсовета.

## География
Расположено в северо-западной части края, на северном берегу озера Конёва. Абсолютная высота — 175 метров над уровнем моря.

### Климат
континентальный, средняя температура января составляет −18,7 °C, июля — 22 °C. Годовое количество атмосферных осадков — 465 мм.

## История
Основано в 1812 году.
В 1926 году в селе имелось 314 хозяйств, действовали школа I ступени и лавка общества потребителей. В административном отношении являлось центром Конёвского сельсовета Панкрушихинского района Каменского округа Сибирского края.
До 2011 года входило в Высокогривский сельсовет; после его упразднения включён в Подойниковский сельсовет.

## Население
| 1926 | 1997 | 1998 | 1999 | 2000 | 2001 | 2002 | 2003 | 2004 |
| ---- | ---- | ---- | ---- | ---- | ---- | ---- | ---- | ---- |
| 1638 | ↘221 | →221 | ↗236 | ↘235 | ↘228 | ↗232 | ↗246 | ↗247 |
| 2005 | 2006 | 2007 | 2008 | 2009 | 2010 | 2011 | 2012 | 2013 |
| →247 | ↗248 | ↘209 | ↘182 | ↘170 | ↗182 | ↘180 | ↘171 | ↘158 |

### Национальный состав
В 1926 году преобладали русские.
Согласно результатам переписи 2002 года, в национальной структуре населения русские составляли 98 % от 245 жителей.

### Гендерный состав
В 1926 году в селе проживало 1638 человек, из них 788 мужчин и 850 женщин.

## Известные уроженцы
- Александр Панкратов-Чёрный — советский и российский актёр, кинорежиссёр; народный артист Российской Федерации (2009)[10].